# Lans-l'Hermitage
Lans-l'Hermitage (Lanzo Torinese en italien, Lans en piémontais et arpitan), est une commune de la ville métropolitaine de Turin dans le Piémont en Italie.

## Géographie
Lans se trouve aux pieds des Alpes occidentales et situé au débouché des vallées de Lanzo dont il est le centre habité le plus important. C’est un gros bourg construit en partie en plaine et partie en amphithéâtre (partie historique) à 526 mètres d’altitude, sur les flancs du mont Buriasco. La cité est traversée par la Stura di Lanzo et les torrents Tesso et Uppia.

## Histoire
Selon les premiers témoignages, Lans fut un important centre politique et administratif : vers l’an 1000, le premier toponyme est Curtis Lanceii. De 1011 à 1038, un château fut construit par Landolfo, archevêque de Turin, administrateur du fief et des vallées. Après des années de conflits, le fief passa à la maison de Savoie puis au marquisat de Montferrat.
En 1159, l’empereur Frédéric Barberousse confirme l’archevêque de Turin comme unique possesseur de Lanzo (curtem de Lances).
En 1305, avec la marquise Margherita, la cité devient un fief quasi autonome (castellania), avec tous les privilèges, dont la conviction (credenza) qui  reconnaît au Conseil communal le droit de promulguer des lois, le droit de propriété et de commerce, la dispense pour les habitants de participer aux guerres au-delà des monts.
Vers le milieu du XVIIe siècle, le château de Lans, considéré comme un des plus importants du Piémont, est assiégé et conquis le 28 novembre 1551, puis détruit (1556-1557) par les Français commandés par le duc Charles de Brissac.

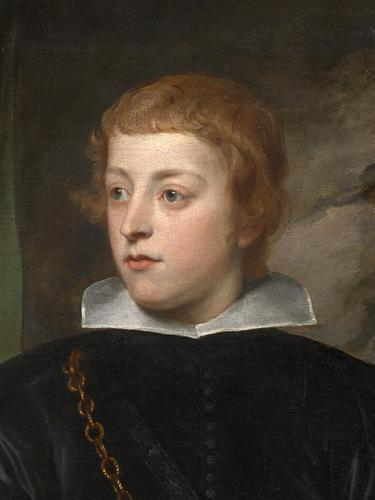
Filippo Francesco d'Este
marquis de Lanzo
par Antoine van Dyck, 1634-1635
Kunsthistorisches Museum de Vienne.

À la suite de la paix de Cateau-Cambrésis, le bourg retourne à la maison de Savoie d'Emmanuel-Philibert (1559), puis à sa mort, aux mains de sa fille naturelle Maria (1577), épouse de Philippe d'Este. Cette possession, qui devint un marquisat, concerne toutes les vallées de Lanzo (sauf Lemie et Ussel). La gouvernance des Este fut ruineuse pour Lanzo, qui perdit plusieurs privilèges par rapport aux pays limitrophes, comme le droit de prélever un impôt pour toute personne transitant sur le pont du Diable (Ponte del Diavolo), unique voie de liaison entre Turin et les vallées.
Le 1er juillet 1725, le fief est vendu au comte Giuseppe Ottavio Cacherano Osasco della Rocca, puis en 1792 retourne à la famille royale.
En 1798, à la suite de la Révolution française, Charles-Emmanuel IV, décidant d’abandonner ses territoires du Piémont pour se réfugier en Sardaigne, Lans passe aux mains des Français puis des Autrichiens, puis est occupé par les Russes de Savarow. À la suite de la bataille de Marengo, le Piémont retourne aux mains des Français et Lans devient chef-lieu d’arrondissement pour être ensuite déclassé en district.
Au XIXe siècle, de centre agricole, Lans devient une cité et un lieu de villégiature pour les Turinois, vocation touristique accentuée par l’arrivée de la ligne de chemin de fer Turin-Cerès le 6 août 1876.
Le 26 avril 1945, la garnison allemande qui occupait Lans se rend aux partisans.

## Culture
Lans appartient au groupe des vallées franco-provençales du Piémont. Elle partage le même patrimoine linguistique que le Vallée d'Aoste et les autres zones arpitanes de France et de Suisse. L'émigration ancienne vers la France a conservé ces liens culturels. La langue principale d'usage est cependant l'italien voire le piémontais depuis les années 1970.

## Monuments

### Pont du Diable

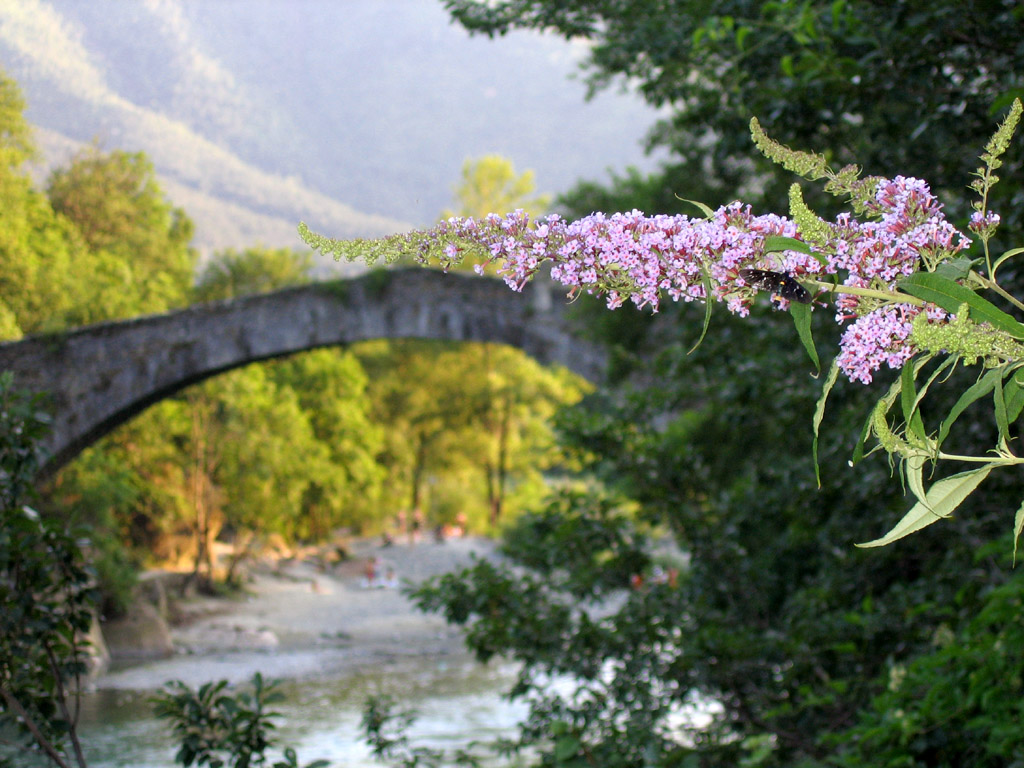
Le Pont du Diable sur la Stura di Lanzo.

Le pont du Diable ou pont du Roc fut construit de 1378 à 1380, auquel sa hardiesse a valu son nom légendaire, franchit la Stura di Lanzo au point où, entre deux parois verticales, la rivière arrive en plaine. Les 1 400 florins de l’époque représentaient le coût de construction, dépense soutenue par un impôt sur le vin qui dura 10 années. Ce pont servait à relier Lanzo et ses vallées avec Turin, permettant ainsi d’éviter le passage par Balangero, Mathi et Villanova, territoires gouvernés par les Princes de Acaja, et par Corio, sous le contrôle des Montferrat, hostiles à la maison de Savoie.
Le pont construit selon la technique du dos-d'âne avec une seule arche d’une portée de 37 mètres, une hauteur de 16 m, une largeur de 2,27 m et une longueur totale de 65 m. En 1564, pour se prémunir contre l’épidémie de peste qui sévit à Turin, le Conseil communal de Lanzo fait construire, au sommet du pont, une porte afin de surveiller et contrôler l’accès au territoire des étrangers et protéger le bourg de l’épidémie.
Le nom pont du Diable semble être un classique dans les pays latins : la référence au Diable, se rapporte à une multitude de légendes issues de croyances ou d’élucubrations autour d’un fait naturel, comme dans le cas présent de l’énorme cavité creusée par les eaux de la Stura sur la paroi de gauche, appelée Marmite du Géant (marmitta del Gigante) de plus de 7 mètres de hauteur et de 6 mètres à la base (visible derrière la petite chapelle) ; cavité naturelle attribuée au diable.

### Tour civique d’Aymon II de Challant

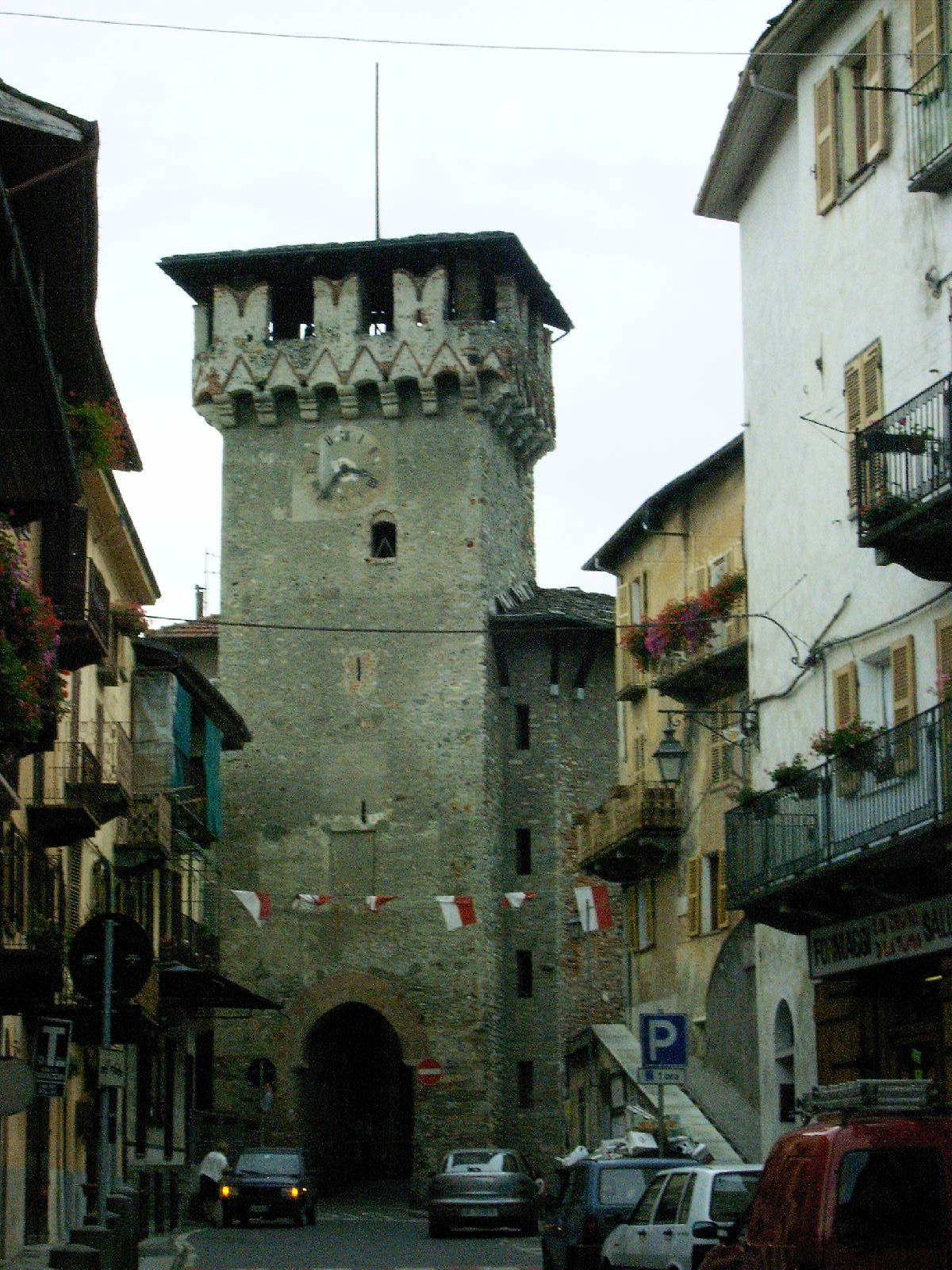
La Tour civique d'Aymon de Challant.

Une première tour, ancêtre de l’actuelle, était déjà vers 1272, la porte d’accès au quartier (contrada) du bourg, par un chemin qui conduisait au château perché sur une hauteur du mont Buriasco.
La Tour actuelle (1329-1357) porte le nom d'Aymon de Challant (1305-1388), son constructeur et Châtelain de Lanzo de 1332 à 1357, au service de Marguerite de Savoie. Haute de 20,50 mètres, la tour est une fortification typique du XIVe siècle : la voûte en terre cuite du four, les restes d’arches et de créneaux. À l’intérieur, les niches et les tours de guet était couvertes, alors qu’un pont-levis et une imposante porte fermaient l’accès. Aujourd’hui, la tour abrite la bibliothèque civique A. Cavallari Murat, riche de 300 000 volumes, ainsi que le siège de la Société historique des vallées du Lanzo.

### Église paroissiale de San Pietro in Vincoli
Les origines de l’église remontent au XIe siècle, adjacente au château, elle  fut abattue en 1543 par Giangiacomo Medici de Melegnano (sans aucun lien de parenté avec les Médicis de Florence) pour isoler et défendre mieux le château. L’église fut reconstruite plus grande et rendu au culte en 1591. En 1872-1885, elle fut ornée d’un imposant et élégant clocher de 31 mètres.

### Église de Santa Croce
L'origine de l’actuelle église Santa Croce (Sainte Croix) remonte à l’année 1200. La confrérie qui l’occupait y créa un hôpital ("Hospitium peregrinorum") pour secourir les étrangers et les pèlerins qui se rendaient à Saint-Jacques-de-Compostelle. L'activité hospitalière cessa en 1660, l’édifice fut réaménagée en maison du culte, un campanile fut érigé en 1776.

### Sanctuaire de Loreto
Érigée en 1618 suivant le modèle de la Sainte Maison de Lorette, l’église de Loreto fut construite en trois mois par les habitants de Lanzo.

## Administration
| Période | Période                    | Identité                 | Étiquette                           | Qualité                                              |
| ------- | -------------------------- | ------------------------ | ----------------------------------- | ---------------------------------------------------- |
| 1988    | 1993                       | Leonardo Cianci          | Liste civique                       |                                                      |
| 1993    | 1997                       | Andrea Filippin          | Liste civique                       |                                                      |
| 1997    | 2001                       | Sergio Papurello         | Liste civique                       |                                                      |
| 2001    | 2011                       | Andrea Filippin          | Liste civique                       | Maire de Lans-l'Hermitage (1993-1997) Réélue en 2006 |
| 2011    | En cours (au 10 juin 2020) | Ernestina "Tina" Assalto | Liste civique (Tradizione e futuro) | Réélue en 2016                                       |

### Hameaux
- Oviglia
- Fua
- Ovairo
- Brecco
- Momello
- Praile
- Margaula
- Colombaro
- Grange
- Cates

### Communes limitrophes
- Monastero di Lanzo
- Coassolo Torinese
- Pessinetto
- Balangero
- Germagnano
- Cafasse

## Sources
- (it) Cet article est partiellement ou en totalité issu de l’article de Wikipédia en italien intitulé « Lanzo Torinese » (voir la liste des auteurs).